# Liste der Baudenkmale in Groß Schacksdorf-Simmersdorf
In der Liste der Baudenkmale in Groß Schacksdorf-Simmersdorf sind alle Baudenkmale der brandenburgischen Gemeinde Groß Schacksdorf-Simmersdorf und ihrer Ortsteile aufgelistet. Grundlage ist die Veröffentlichung der Landesdenkmalliste mit dem Stand vom 1. Januar 2025. Die Bodendenkmale sind in der Liste der Bodendenkmale in Groß Schacksdorf-Simmersdorf aufgeführt.

## Baudenkmale
In den Spalten befinden sich folgende Informationen:
- ID-Nr.: Die Nummer wird vom Brandenburgischen Landesamt für Denkmalpflege vergeben. Ein Link hinter der Nummer führt zum Eintrag über das Denkmal in der Denkmaldatenbank. In dieser Spalte kann sich zusätzlich das Wort Wikidata befinden, der entsprechende Link führt zu Angaben zu diesem Denkmal bei Wikidata.
- Lage: die Adresse des Denkmales und die geographischen Koordinaten. Link zu einem Kartenansichtstool, um Koordinaten zu setzen. In der Kartenansicht sind Denkmale ohne Koordinaten mit einem roten beziehungsweise orangen Marker dargestellt und können in der Karte gesetzt werden. Denkmale ohne Bild sind mit einem blauen bzw. roten Marker gekennzeichnet, Denkmale mit Bild mit einem grünen beziehungsweise orangen Marker.
- Bezeichnung: Bezeichnung in den offiziellen Listen des Brandenburgischen Landesamtes für Denkmalpflege. Ein Link hinter der Bezeichnung führt zum Wikipedia-Artikel über das Denkmal.
- Beschreibung: die Beschreibung des Denkmales
- Bild: ein Bild des Denkmales und gegebenenfalls einen Link zu weiteren Fotos des Baudenkmals im Medienarchiv Wikimedia Commons

### Groß Schacksdorf
| ID-Nr.                           | Lage                       | Bezeichnung                                                                         | Beschreibung | Bild                                              |
| -------------------------------- | -------------------------- | ----------------------------------------------------------------------------------- | --- | ------------------------------------------------- |
| 09125138                         | (Lage)                     | Grabmal für den Maler Paul Thumann, auf dem Anger                                   | Der Maler Paul Thumann wurde 1834 in Groß Tzschacksdorf (damalige Schreibweise des Ortes geboren). 1908 starb er in Berlin und wurde auf dem Dorfanger unweit seines Geburtshauses beigesetzt. | Grabmal für den Maler Paul Thumann, auf dem Anger |
| 09125137 Wikidata                | (Lage)                     | Gedenkstein „Zum toten Mann“                                                        | Aufschrift: „Malhaufen zum Todten Mann 1730 An der Seite seines erhaltenen Kameraden ward hier ein Sächs. Soldat vom Blitz getödtet. Beide kamen aus dem Mühlberger Lager“. | weitere Bilder                                    |
| 09125139 Wikidata                | Am Zentrum (Lage)          | Rittertrophäen vom Torbogen Klinge (Kopien), siehe auch Gosda (Wiesengrund)         | Inschrift: „Torbogen Sogenanntes Raubrittertor des ehemaligen Gutshauses Klinge mit drei Trophäen aus Sandstein im sächsischen Barock, entstanden um 1700, umgesetzt aus dem vom Bergbau betroffenen Dorf Klinge“.                                                                                 | weitere Bilder                                    |
| 09125135 Wikidata                | Am Zentrum 1, 3, 8a (Lage) | Gutsanlage, bestehend aus Herrenhaus, Garten sowie Inspektorenhaus mit Nebengebäude | Das ehemalige Herrenhaus wurde in der ersten Hälfte des 18. Jahrhunderts erbaut. Es ist ein zweigeschossiger Putzbau mit einem Walmdach. Die Fassade ist geprägt von einem dreiachsigen Mittelrisalit. Das Inspektorenhaus ist ein eingeschossiger Bau mit Krüppelwalmdach östlich des Gutshauses. | weitere Bilder                                    |
| 09125549 Teilobjekt zu: 09125135 | Am Zentrum 3 (Lage)        | Herrenhaus                                                                          | | BW                                                |
| 09125550 Teilobjekt zu: 09125135 | Am Zentrum (Lage)          | Gutshaus                                                                            | | BW                                                |
| 09125551 Teilobjekt zu: 09125135 | Am Zentrum 1 (Lage)        | Inspektorenhaus                                                                     | | BW                                                |
| 09125552 Teilobjekt zu: 09125135 | Am Zentrum (Lage)          | Stall                                                                               | Der Stall steht neben dem Inspektorenhaus. | BW                                                |
| 09125005                         | An der Aue 3 (Lage)        | Wohnhaus                                                                            | | Wohnhaus                                          |
| 09125136 Wikidata                | An der Aue 22 (Lage)       | Dorfkirche                                                                          | Die evangelische Dorfkirche ist ein spätgotischer Bau aus Feldstein und entstand um das Jahr 1400. Der Turm wurde von 1719 bis 1721 ergänzt. Das Innere wurde im Zweiten Weltkrieg zerstört, nur Reste des Altaraufsatzes sind erhalten geblieben.                                                 | weitere Bilder                                    |